# Xysticus kuzgi
Xysticus kuzgi is een spinnensoort uit de familie van de krabspinnen (Thomisidae).
De wetenschappelijke naam van de soort werd in 1990 gepubliceerd door Joeri Michailovitsj Maroesik en Dmitri Viktorovich Logunov.